# Grabmal von Lily Gräfin von Koenigsmarck

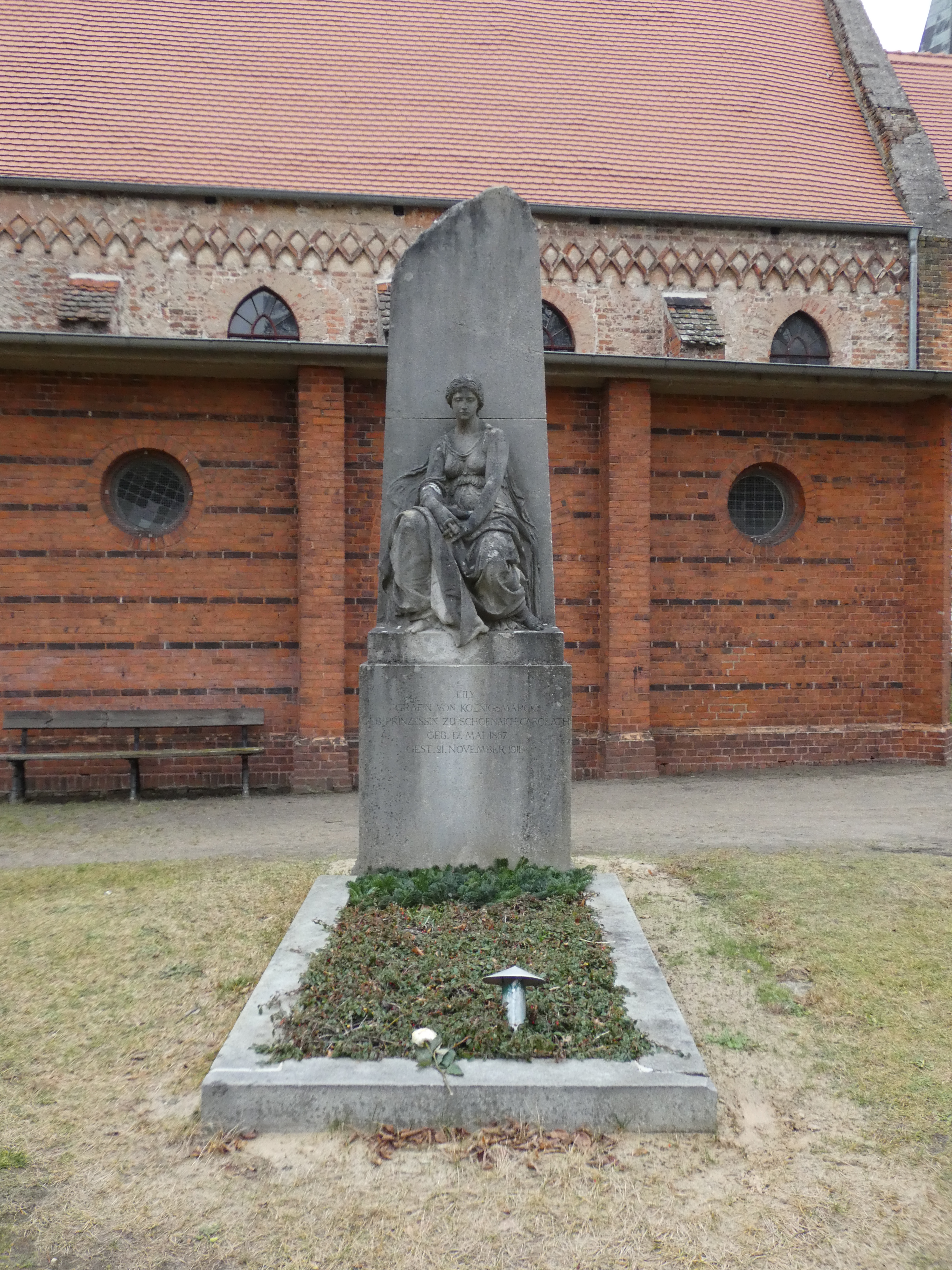
Das Grabmal von Lily Gräfin von Koenigsmarck vor der Koenigsmarck-Gruft

Das Grabmal von Lily Gräfin von Koenigsmarck (Karoline Elisabeth Oktavie Sibylla Margarete Gräfin von Koenigsmarck, geborene Prinzessin von Schoenaich-Carolath; 1867–1911) ist eine denkmalgeschützte, plastisch gestaltete Grabanlage auf dem Friedhof der Pfarrkirche Plaue im zur Stadt Brandenburg an der Havel gehörenden Stadt- und Ortsteil Plaue.

## Beschreibung
Die Grafen von Koenigsmarck waren seit 1839 Besitzer des Schlosses Plaue. Als solche hatten sie das Kirchenpatronat im Ort inne. Unmittelbar an der Pfarrkirche hatte die Familie wie auch vorherige adlige Besitzerfamilien eine eigene Familiengruft. Das Grab der Lily Gräfin von Koenigsmarcks befindet sich als ein Einzelgrab außerhalb der Familiengruft unmittelbar vor dieser. Sie war verheiratet mit Hans Adolf Erwein Max von Koenigsmarck (1865–1943), dem ältesten Sohn von Carl von Königsmarck.
Das Grabmal stellt eine mehrere Meter hohe gebrochene Stele dar, vor der eine Frau (Lily Gräfin von Koenigsmarck?) in einem dünnen Kleid, barfüßig sitzend, nachdenklich zu Boden schaut. Davor befindet sich das umrandete Grab.

## Inschrift
Im Sockel befindet sich eine schlichte, eingeritzte fünfzeilige Inschrift, in der jeweils in einer Zeile der Vorname, der Familienname, der Geburtsname, das Geburts- und das Sterbedatum vermerkt sind.
|  | LILY GRÄFIN VON KOENIGSMARCK GEB. PRINZESSIN ZU SCHOENAICH-CAROLATH GEB. 17. MAI 1867 GEST. 21. NOVEMBER 1911 |

## Denkmalschutz
Das Grabmal von Lily Gräfin von Koenigsmarck ist als Baudenkmal in die Denkmalliste des Landes Brandenburg aufgenommen. Dem Denkmal ist die ID-Nummer 09145824 zugewiesen.